# Riojasaurus incertus
Riojasaurus incertus ("lagarto incierto de La Rioja"), o riojasaurio en castellano, es la única especie conocida del género extinto Riojasaurus, un dinosaurio sauropodomorfo riojasáurido, que vivió a finales del período Triásico, hace aproximadamente antre 218 y 211 millones de años, durante el Noriense, y en lo que hoy es Sudamérica.

## Descripción

Tamaño de Riojasaurus comparado con un humano

Riojasaurus medía aproximadamente 11 metros de largo y 3 de alto, presentando un peso estimado de unas 23 toneladas. En 2010 Gregory S. Paul estimó su longitud en 6,6 metros y su peso en 800 kilogramos. Los huesos de sus patas eran densos y pesados para un prosaurópodo, en contraste, sus vértebras estaban ahuecadas, a diferencia de otros sauropodomorfos basales, y poseía un sacro formado por la fusión de cuatro vértebras en vez de las tres comunes a los otros prosaurópodos. Todo esto hacia que probablemente presentara una postura exclusivamente cuadrúpeda, sin poder alzarse sobre sus patas traseras. Además las patas delanteras tenían casi el mismo tamaño que las traseras, cosa que es común en los animales enteramente cuadrúpedos. Sin embargo, en 2016, Scott Hartman descubrió que la anatomía de la mano, la espalda relativamente recta y la cintura escapular en gran parte inmóvil de Riojasaurus lo respaldaban como bípedo.
No se encontró ningún cráneo junto al esqueleto holotipo, aunque un bien preservado cráneo atribuido a Riojasaurus fue encontrado posteriormente. Los dientes de Riojasaurus tenían forma de hoja y eran aserrados. La mandíbula superior tenía 5 dientes en el frente con 24 detrás de ellos en una fila que terminaba debajo de los ojos. Las comparaciones entre los anillos esclerales de Riojasaurus y las aves y reptiles modernos sugieren que pudo haber sido catemeral, activo durante todo el día a intervalos cortos.

## Descubrimiento e investigación
Los restos fósiles del Riojasaurus fueron descubiertos por José Fernando Bonaparte, en la Formación Los Colorados, provincia de La Rioja, Argentina, junto con otros restos referidos al género de la Formación Quebrada del Barro en la  Provincia de San Juan Está estrechamente emparentado con Eucnemesaurus de Sudáfrica, formando entre ellos la familia de los Riojasauridae dentro del grupo Prosauropoda.

## Clasificación

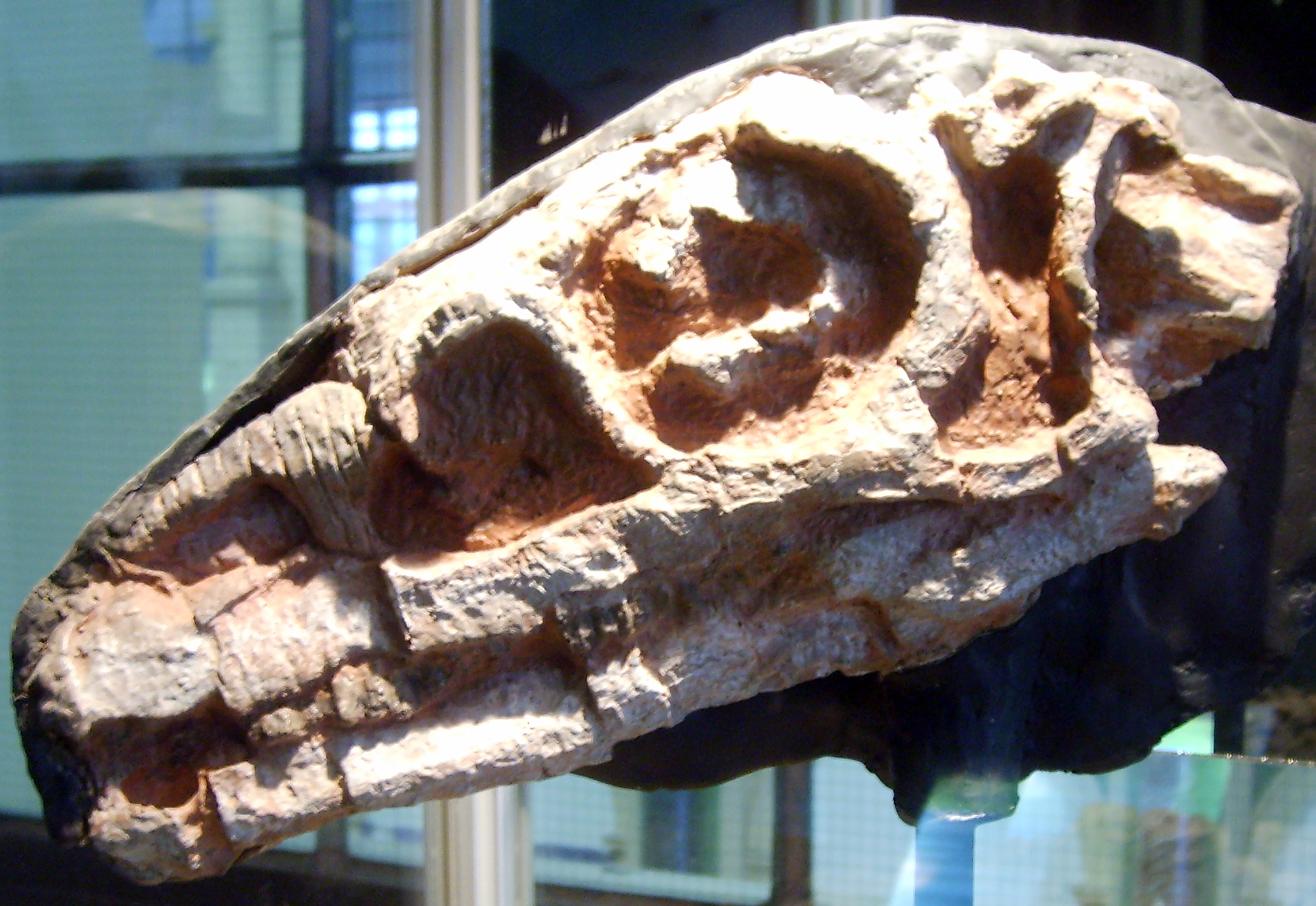
Cráneo de un Riojasaurus.

Muchos científicos piensan que Riojasaurus estaba relacionado estrechamente con Melanorosaurus, el mayor prosaurópodo de finales del Triásico y principios del Jurásico. Sin embargo, estudios de la  Universidad de Bristol, Inglaterra, sugieren que es único en muchos aspectos, como por ejemplo en los largos huesos del cuello. Ciertamente es diferente a otros sauropodomorfos de la Formación Los Colorados. Hoy es considerado más basal que Melanorosaurus
Debido al tamaño y a la anatomía de los miembros Riojasaurus y a la posible relación con Melanorosaurus, ha sido considerado uno de los parientes más cercanos de los saurópodos verdaderos. Sin embargo, si la hipótesis propuesta por Peter Galton y Paul Sereno es correcta, los prosaurópodos y los saurópodos compartirían un ancestro común. Esto haría que las similitudes entre Riojasaurus y los verdaderos saurópodos sean resultado de la convergencia evolutiva.